# Административно деление на Кабо Верде
Кабо Верде е разделена на 22 общини, а общините са поделени на общо 32 енории.
- Общините са:
  - Тарафал (1)
  - Сао Мигел (2)
  - Сао Салвадор до Мундо (3)
  - Санта Круз (4)
  - Сао Домингос (5)
  - Прая (6)
  - Рибейра Гранде (7)
  - Сао Лоренсо дос Оргаос (8)
  - Санта Катарина (9)
  - Брава (10)
  - Сао Филипе (11)
  - Санта Катарина (12)
  - Моштейрос (13)
  - Майо (14)
  - Боа Виста (15)
  - Сал (16)
  - Рибейра Брава (17)
  - Тарафал на Сао Николау (18)
  - Сао Висенте (19)
  - Порто Ново (20)
  - Рибейра Гранде на Санто Антао (21)
  - Паул (22)